# Mhlume United
Mhlume United F.C. là một câu lạc bộ bóng đá đã giải thể của Eswatini có trụ sở tại Mhlume. Đội từng thi đấu ở Giải Ngoại hạng Eswatini.

## Lịch sử
Đội được thành lập bằng cách sáp nhập hai đội Mhlume Peacemakers và Mhlume FC. Năm 1981, Mhlume Peacemakers đã vô địch giải Giải Ngoại hạng Eswatini. Năm 2005, câu lạc bộ đã bị giải thể bằng cách sáp nhập với Simunye FC để tạo ra một câu lạc bộ mới là RSSC United F.C.

## Thành tích
- Giải Ngoại hạng Eswatini:

Vô địch (1 lần): 1981
- Cúp Swazi:

Thắng cuộc (1 lần): 2000